# N111 (België)
De N111 is een gewestweg in de Belgische provincie Antwerpen. De weg verbindt de Haven van Antwerpen met Wuustwezel. De route heeft een lengte van ongeveer 19 kilometer.

## Traject
De N111 loopt vanaf de Antwerpseweg in de Haven van Antwerpen naar het noordoosten. Via een brug worden spoorlijn 11 en de A12 gekruist. Op het grondgebied van Kalmthout loopt de weg door het zuidelijke gedeelte van het Grenspark De Zoom-Kalmthoutse Heide. Vanaf Kalmthout loopt de N111 in oostelijke richting verder om net voor het centrum van Wuustwezel aan te sluiten op de N133. De weg heeft een totale lengte van 19 kilometer.

## Plaatsen langs de N111
- Stabroek
- Putte
- Kalmthout
- Achterbroek
- Wuustwezel